# Úszás az 1936. évi nyári olimpiai játékokon
Az 1936. évi nyári olimpiai játékok úszóversenyein tizenegy versenyszámban avattak olimpiai bajnokot. A kiírt versenyszámok az előző, 1932. évi olimpiához képest nem változtak.

## Éremtáblázat
(A táblázatokban a rendező ország csapata és a magyar csapat eltérő háttérszínnel, az egyes számoszlopok legmagasabb értéke, vagy értékei vastagítással kiemelve.)
| Az 1936. évi nyári olimpiai játékok éremtáblázata úszásban | Az 1936. évi nyári olimpiai játékok éremtáblázata úszásban | Az 1936. évi nyári olimpiai játékok éremtáblázata úszásban | Az 1936. évi nyári olimpiai játékok éremtáblázata úszásban | Az 1936. évi nyári olimpiai játékok éremtáblázata úszásban | Olimpia  |
| ---------------------------------------------------------- | ---------------------------------------------------------- | ---------------------------------------------------------- | ---------------------------------------------------------- | ---------------------------------------------------------- | -------- |
|                                                            | Ország                                                     | Arany                                                      | Ezüst                                                      | Bronz                                                      | Összesen |
| 1.                                                         | Japán (JPN)                                                | 4                                                          | 2                                                          | 5                                                          | 11       |
| 2.                                                         | Hollandia (NED)                                            | 4                                                          | 1                                                          | 0                                                          | 5        |
| 3.                                                         | Egyesült Államok (USA)                                     | 2                                                          | 3                                                          | 3                                                          | 8        |
| 4.                                                         | Magyarország (HUN)                                         | 1                                                          | 0                                                          | 1                                                          | 2        |
|                                                            |                                                            |                                                            |                                                            |                                                            |          |
| 5.                                                         | Németország (GER)                                          | 0                                                          | 3                                                          | 1                                                          | 4        |
| 6.                                                         | Dánia (DEN)                                                | 0                                                          | 1                                                          | 1                                                          | 2        |
| 7.                                                         | Argentína (ARG)                                            | 0                                                          | 1                                                          | 0                                                          | 1        |
|                                                            |                                                            |                                                            |                                                            |                                                            |          |
| Összesen                                                   | Összesen                                                   | 11                                                         | 11                                                         | 11                                                         | 33       |

## Férfi
Férfi úszásban hat – öt egyéni és egy váltó – versenyszámot írtak ki.

### Éremtáblázat
| Az 1936. évi nyári olimpiai játékok éremtáblázata férfi úszásban | Az 1936. évi nyári olimpiai játékok éremtáblázata férfi úszásban | Az 1936. évi nyári olimpiai játékok éremtáblázata férfi úszásban | Az 1936. évi nyári olimpiai játékok éremtáblázata férfi úszásban | Az 1936. évi nyári olimpiai játékok éremtáblázata férfi úszásban | Olimpia  |
| ---------------------------------------------------------------- | ---------------------------------------------------------------- | ---------------------------------------------------------------- | ---------------------------------------------------------------- | ---------------------------------------------------------------- | -------- |
|                                                                  | Ország                                                           | Arany                                                            | Ezüst                                                            | Bronz                                                            | Összesen |
| 1.                                                               | Japán (JPN)                                                      | 3                                                                | 2                                                                | 5                                                                | 10       |
| 2.                                                               | Egyesült Államok (USA)                                           | 2                                                                | 3                                                                | 0                                                                | 5        |
| 3.                                                               | Magyarország (HUN)                                               | 1                                                                | 0                                                                | 1                                                                | 2        |
| 4.                                                               | Németország (GER)                                                | 0                                                                | 1                                                                | 0                                                                | 1        |
|                                                                  |                                                                  |                                                                  |                                                                  |                                                                  |          |
| Összesen                                                         | Összesen                                                         | 6                                                                | 6                                                                | 6                                                                | 18       |

### Érmesek
- OR – olimpiai rekord

| Az 1936. évi nyári olimpiai játékok érmesei férfi úszásban |                                                                                 |         | |         |                                                                                  |         |
| Versenyszám                                                | Arany                                                                           | Arany   | Ezüst | Ezüst   | Bronz                                                                            | Bronz   |
| 100 m gyors                                                | Csik Ferenc · Magyarország (HUN)                                                | 57,6    | Jusza Maszanori · Japán (JPN)                                                                                       | 57,9    | Arai Sigeo · Japán (JPN)                                                         | 58,0    |
| 400 m gyors                                                | Jack Medica · Egyesült Államok (USA)                                            | 4:44,5  | Utó Sunpei · Japán (JPN)                                                                                            | 4:45,6  | Makino Sózó · Japán (JPN)                                                        | 4:48,1  |
| 1500 m gyors                                               | Terada Noboru · Japán (JPN)                                                     | 19:13,7 | Jack Medica · Egyesült Államok (USA)                                                                                | 19:34,0 | Utó Sunpei · Japán (JPN)                                                         | 19:34,5 |
| 100 m hát                                                  | Adolph Kiefer · Egyesült Államok (USA)                                          | 1:05,9  | Albert van de Weghe · Egyesült Államok (USA)                                                                        | 1:07,7  | Kijokava Maszadzsi · Japán (JPN)                                                 | 1:08,4  |
| 200 m mell                                                 | Hamuro Tecuo · Japán (JPN)                                                      | 2:41,5  | Erwin Sietas · Németország (GER)                                                                                    | 2:42,9  | Koike Reizó · Japán (JPN)                                                        | 2:44,2  |
| 4 × 200 m gyorsváltó                                       | Japán (JPN) · Jusza Maszanori · Szugiura Sigeo · Tagucsi Maszaharu · Arai Sigeo | 8:51,5  | Egyesült Államok (USA) · Ralph Flanagan · John Macionis · Paul Wolf · Jack Medica · Ralph Gilman* · Charles Hutter* | 9:03,0  | Magyarország (HUN) · Lengyel Árpád · Abay Nemes Oszkár · Gróf Ödön · Csik Ferenc | 9:12,3  |

* - a versenyző csak az előfutamban vett részt, így nem kapott érmet

## Női
Női úszásban öt – négy egyéni és egy váltó – versenyszámot írtak ki.

### Éremtáblázat
| Az 1936. évi nyári olimpiai játékok éremtáblázata női úszásban | Az 1936. évi nyári olimpiai játékok éremtáblázata női úszásban | Az 1936. évi nyári olimpiai játékok éremtáblázata női úszásban | Az 1936. évi nyári olimpiai játékok éremtáblázata női úszásban | Az 1936. évi nyári olimpiai játékok éremtáblázata női úszásban | Olimpia  |
| -------------------------------------------------------------- | -------------------------------------------------------------- | -------------------------------------------------------------- | -------------------------------------------------------------- | -------------------------------------------------------------- | -------- |
|                                                                | Ország                                                         | Arany                                                          | Ezüst                                                          | Bronz                                                          | Összesen |
| 1.                                                             | Hollandia (NED)                                                | 4                                                              | 1                                                              | 0                                                              | 5        |
| 2.                                                             | Japán (JPN)                                                    | 1                                                              | 0                                                              | 0                                                              | 1        |
| 3.                                                             | Németország (GER)                                              | 0                                                              | 2                                                              | 1                                                              | 3        |
| 4.                                                             | Dánia (DEN)                                                    | 0                                                              | 1                                                              | 1                                                              | 2        |
| 5.                                                             | Argentína (ARG)                                                | 0                                                              | 1                                                              | 0                                                              | 1        |
| 6.                                                             | Egyesült Államok (USA)                                         | 0                                                              | 0                                                              | 3                                                              | 3        |
|                                                                |                                                                |                                                                |                                                                |                                                                |          |
| Összesen                                                       | Összesen                                                       | 5                                                              | 5                                                              | 5                                                              | 15       |

### Érmesek
| Az 1936. évi nyári olimpiai játékok érmesei női úszásban |                                                                                   |        | |        | |        |
| Versenyszám                                              | Arany                                                                             | Arany  | Ezüst | Ezüst  | Bronz | Bronz  |
| 100 m gyors                                              | Rie Mastenbroek · Hollandia (NED)                                                 | 1:05,9 | Jeannette Campbell · Argentína (ARG)                                                                                    | 1:06,4 | Gisela Arendt-Jacobs · Németország (GER)                                                                                       | 1:06,6 |
| 400 m gyors                                              | Rie Mastenbroek · Hollandia (NED)                                                 | 5:26,4 | Ragnhild Hveger · Dánia (DEN)                                                                                           | 5:27,5 | Lenore Kight · Egyesült Államok (USA)                                                                                          | –      |
| 100 m hát                                                | Nida Senff · Hollandia (NED)                                                      | 1:18,9 | Rie Mastenbroek · Hollandia (NED)                                                                                       | 1:19,2 | Alice Bridges · Egyesült Államok (USA)                                                                                         | 1:19,4 |
| 200 m mell                                               | Maehata Hideko · Japán (JPN)                                                      | 3:03,6 | Martha Genenger · Németország (GER)                                                                                     | 3:04,2 | Inge Sörensen · Dánia (DEN) | 3:07,8 |
| 4×100 m váltó                                            | Hollandia (NED) · Jopie Selbach · Tini Wagner · Willy den Ouden · Rie Mastenbroek | 4:36,0 | Németország (GER) · Ruth Halbsguth · Maria Magdalene Lohmar · Ingeborg Schmitz · Gisela Arendt-Jacobs · Pollack Ursula* | 4:36,8 | Egyesült Államok (USA) · Katherine Louise Rawls · Bernice Ruth Lapp · Mavis Anne Freeman · Mary Olive McKean · Elizabeth Ryan* | 4:40,2 |

## Magyar részvétel
Az olimpián tizenhárom úszó – hét férfi és hat női úszó – képviselte Magyarországot, akik összesen
- egy első,
- egy harmadik és
- egy negyedik

helyezést értek el, amivel tizennégy – férfi úszásban tizenegy, női úszásban három – olimpiai pontot szereztek. Ez tíz ponttal több, mint az előző, 1932. évi olimpián elért eredmény. A legeredményesebb magyar úszó, Csik Ferenc egy arany- és egy bronzérmet nyert.
A magyar úszók a következő versenyszámokban indultak (zárójelben az elért helyezés, illetve időeredmény):
| Magyar részvétel az 1936. évi nyári olimpiai játékok úszóversenyein |                                                                       |                                                                   |
| versenyszám                                                         | férfi úszás                                                           | női úszás                                                         |
| 100 m gyors                                                         | Abay Nemes Oszkár (1:01,0) Csik Ferenc (1. – 57,6) Gróf Ödön (1:01,3) | Ács Ilona (1:12,7) Harsányi Vera (1:11,5) Lenkei Magda (1:12,1)   |
| 400 m gyors                                                         | Angyal István (5:20,9) Gróf Ödön (5:01,9) Lengyel Árpád (4:57,7)      | Bíró Ágnes (6:14,3) Harsányi Vera (6:14,7) Sóthy Borbála (6:11,2) |
| 1500 m gyors                                                        | Angyal István                                                         |                                                                   |
| 100 m hát                                                           | Erdélyi György (1:14,7) Gombos Elemér (1:12,4) Lengyel Árpád (1:15,2) | Győrffy Irén (1:25,8)                                             |
| 4×100 m váltó                                                       |                                                                       | (4. – 4:48,0) Ács Ilona Bíró Ágnes Harsányi Vera Lenkei Magda     |
| 4×200 m váltó                                                       | (3. – 9:12,3) Abay-Nemes Oszkár Csik Ferenc Gróf Ödön Lengyel Árpád   |                                                                   |